# 1023 Thomana
1023 Thomana è un asteroide della fascia principale del diametro medio di circa 58,27 km. Scoperto nel 1924, presenta un'orbita caratterizzata da un semiasse maggiore pari a 3,1633186 UA e da un'eccentricità di 0,1083793, inclinata di 10,06818° rispetto all'eclittica.
Il suo nome è un omaggio al coro di voci maschili della Chiesa di San Tommaso a Lipsia, in Germania.